# Hermine (prénom)
Pour les articles homonymes, voir Hermine (homonymie).
Hermine est un prénom féminin, fêté le 9 juillet 

## Étymologie
Le prénom Hermine est l'orthographe française du prénom germanique Irmine.
Il est dérivé du vieux haut allemand irmin(a), « grand(e), fort(e), puissant(e) »,.

## Variantes
En France, ses variantes les plus courantes depuis 1900 sont Herminie, Hermione et Irmine.
Marie-Hermine, Hermina, Herminia, Ermina, Ermine, Erminia, Erminie sont d'autres variantes que l'on peut rencontrer.

## Popularité du prénom
Hermine est un prénom rare.
En 2020, il était estimé que 2 701 personnes étaient prénommées Hermine en France. C'était le 722e prénom le plus attribué entre 1900 et 2020 dans ce pays.
1907 est l'année de sa plus forte popularité en France, avec 86 petites filles prénommées Hermine. Cela représente alors 4 Hermine pour 10000 naissances de filles. Il connaît une deuxième vague de popularité, moins forte, en 2006 où 82 petites filles reçoivent ce prénom. Cela représente alors 2 Hermine pour 10000 naissances de filles.
À partir de 2002, la variante Hermione, anecdotique jusque-là en France, prend en popularité et tend à être plus donnée que la forme majeure du prénom (41 Hermione, contre 38 Hermine en 2021). Cette apparition est corrélée à la sortie du premier film Harry Potter en 2001 : on peut donc penser que le personnage d'Hermione Granger a contribué à la popularité du prénom.

## Personnes portant ce prénom
- Hermine Bauma (1915-2003), athlète autrichienne
- Hermine Braunsteiner (1919-1999), gardienne de camp et criminelle de guerre nazi
- Hermine d'Anhalt-Bernbourg-Schaumbourg (1797-1817), princesse allemande
- Hermine de Clermont-Tonnerre (née en 1960), actrice et auteur française
- Hermine de Habsbourg-Lorraine (1817-1842), archiduchesse d'Autriche et comtesse palatine de Hongrie
- Herminie de Verteillac (1853-1926), poétesse française
- Hermine Demoriane (née en 1942), chanteuse et écrivaine
- Hermine Diethelm (1915-1997), monteuse autrichienne
- Hermine Hartleben (1846-1919), enseignante et égyptologue allemande
- Hermine Horiot (née en 1986), violoncelliste française
- Hermine Hug von Hugenstein (1871-1924), psychanalyste autrichienne
- Hermine Huntgeburth (née en 1957), réalisatrice allemande
- Hermine Karagheuz, actrice et photographe française
- Hermine Lecomte du Nouÿ (1854-1915), femme de lettres française
- Ermine ou Hermine de Reims, mystique française du XIVe siècle
- Hermine Reuss zu Greiz (1887-1947), impératrice allemande et reine consort de Prusse
- Hermine Santrouschitz (1909-2010), mieux connu sous le nom de Miep Gies
- Hermine Schröder (1911-1978), athlète allemande
- Hermine Stindt (1888-1974), nageuse allemande
- Hermine von Hug-Hellmuth (1871-1924), psychanalyste d'enfants autrichienne

- Pour l'ensemble des articles sur les personnes portant ce prénom, consulter :
  - la liste des articles dont le titre commence par ce prénom
  - les listes produites par Wikidata : Liste des personnes de prénom « Hermine » — même liste en incluant les éventuels prénoms composés qui contiennent « Hermine ».

## Saints et bienheureux chrétiens
- Sainte Irmine (VIIIe siècle) : abbesse, fêtée le 24 décembre[1].
- Sainte Marie-Hermine de Jésus (1866-1900) : missionnaire, martyre en Chine, fêtée le 9 juillet[5].
- Bienheureuse Herminie (1887-1936) : mère de famille, martyre à Gilet, dans la région de Valence, fêtée le 27 septembre[7],[8].